# Los horrores de la guerra
Los horrores de la guerra, también llamado Las consecuencias de la guerra, es una alegoría de las guerras que habían asolado a Europa, pintada por Rubens en 1637, con destino al Palacio Pitti del duque Fernando II de Médici.
Actualmente se conserva en la Galería Palatina del Palacio Pitti, en Florencia.

## Análisis
Fue enviado a Italia en marzo de 1638. Al respecto dice Rubens en una carta enviada a Justus Sustermans, quien se haría cargo de paliar algunos daños que tuvo la pieza en el traslado a la península itálica:

La figura principal es Marte que, dejando abierto el templo de Jano (que, según la costumbre de los romanos, permanecía cerrado durante las épocas de paz), avanza con el escudo y la espada ensangrentada, amenazando a los pueblos con una gran ruina, sin ocuparse apenas de Venus, su mujer, que, acompañada de amores y cupidos, intenta retenerlo con caricias y abrazos. Marte se encuentra arrastrado por la furia de Alecto que lleva una antorcha en la mano y va acompañado por dos monstruos, la peste y el hambre, consecuencias inevitables de la guerra. En el suelo, dándonos la espalda, yace una mujer sobre los restos de un laúd roto, símbolo de la armonía, incompatible con la discordia de la guerra; y a su lado una madre con el hijo en brazos, para demostrar que la fecundidad, procreación y caridad, resultan arrasadas por la guerra que todo lo corrompe y todo lo destruye. También aparece allí, caído por tierra, un arquitecto con sus instrumentos en la mano, para significar que todo aquello que se había construido durante la paz para la comodidad de los hombres resulta destruido por la violencia de las armas. También creo, si mis recuerdos son exactos, que podrá ver arrojado al suelo, a los pies de Marte, un libro y algunos dibujos sobre un papel para simbolizar en qué manera pisa las letras y cualquier tipo de belleza; allí también se deben encontrar unas flechas o saetas desparramadas que eran el emblema de la concordia cuando se encontraban unidas por una cinta ahora suelta; y lo mismo sucede con el caduceo y la rama de olivo, símbolos de la paz, que yacen por el suelo junto a una lúgubre mujer vestida de negro y despojada de todas sus joyas y adornos; es la infeliz Europa, que durante tanto tiempo viene siendo víctima de aquellas rapiñas, ultrajes y miserias tan evidentes que no necesitan más explicación.

El cuadro posee varios ecos de las obras que Rubens emprendió para la Torre de la Parada del rey Felipe IV de España, en compañía de su amigo Diego Velázquez. La composición muestra a las figuras a modo de relieve clásico, sirviendo como contrapeso las figuras de Venus y Cupido. La escuela veneciana, y en especial, Tiziano, han servido como ejemplo para que el de Flandes plasme su talento en esta pieza.
Rubens influyó al pintor español Francisco de Goya en algunas de sus pinturas, como El tres de mayo de 1808 en Madrid. Especialmente, La masacre de los inocentes y Los horrores de la guerra —realizadas entre 1638 y 1640—, presentan rasgos parecidos a las obras de Goya realizadas a partir de 1793. Esta teoría es reforzada por el parecido de Saturno devorando a un hijo, parte de las Pinturas negras de Goya (1819-1823), con el Saturno de Rubens, hecho para la Torre de la Parada (1634-1636, supónese que en estrecha colaboración con Diego Velázquez). Clark considera que las escena de la batalla entre madrileños y mamelucos acaecida el 2 de mayo de 1808 y más tarde retratada por Goya, está influenciada por el arte de Rubens. Asimismo, en 1796 el aragonés realizó un dibujo preparatorio para un Saturno, muy similar al de Rubens pero que finalmente no llegó a realizarse.